# 前1750年代
| 千纪： | 前2千纪 |
| 世纪： | 前19世纪 \| 前18世纪 \| 前17世纪                                                                                     |
| 年代： | 前1780年代 \| 前1770年代 \| 前1760年代 \| 前1750年代 \| 前1740年代 \| 前1730年代 \| 前1720年代                       |
| 年份： | 前1759年 \| 前1758年 \| 前1757年 \| 前1756年 \| 前1755年 \| 前1754年 \| 前1753年 \| 前1752年 \| 前1751年 \| 前1750年 |

## 重要事件及趋势
- 约前1750年，阿拉斯加半岛韋尼阿米諾夫火山爆发，成为历史上第一个全球火山喷发。
- 约前1750年，汉谟拉比去世，由他的儿子萨姆苏·伊路那即位。
- 约前1750年，雅利安人迁移

## 重要人物
- 伊米雷迈沙乌、伊里奥特弗五世、塞特、索贝克霍特普三世，古埃及第十三王朝法老。
- 皮坦纳，赫梯国王。
- 伊什梅-达甘一世，亚述国王
- 汉谟拉比、萨姆苏·伊路那，巴比伦国王。
- 瑞姆辛一世，拉尔萨国王。自前1758年开始统治，根据短年表。同样的年表记录是在前1699年去世。
- 芒，夏朝君主。